# Strukturenrealismus
Strukturenrealismus (SR) ist eine Bezeichnung für eine Vielzahl an wissenschaftstheoretischen Positionen, die sich in der These einen, dass wissenschaftliche Theorien keinen gegenständlichen, sondern einen strukturalen Zugang zur Welt ermöglichen. Hierbei wird zwischen einem epistemischen SR (ESR) und einer ontologischen Variante des SR (OSR) unterschieden: Der ESR besagt, dass wissenschaftliche Theorien Strukturen in der Welt referieren, wobei die den Strukturen zugrundeliegenden Objekte epistemisch unzugänglich sind. Die ontische Variante teilt die Position vom strukturalen Zugang zur Welt, behauptet aber im Gegensatz zum ESR, dass es lediglich Strukturen gibt (eliminativer OSR) bzw. bis auf Relationen charakterisierte Objekte (die moderate Version des OSR) und verneint gleichzeitig die Existenz von Objekten als Träger von Strukturen. Der SR stellt somit eine spezielle Variante des wissenschaftlichen Realismus dar, dem zufolge die  besten und reifsten Theorien der Wissenschaft näherungsweise wahr sind und die in jenen Theorien enthaltenen Terme existierende, jedoch nicht direkt beobachtbare Objekte oder – wie im Fall des SR – existierende Strukturen abbilden.

## Was ist eine Struktur?
In einer rein formalen Auffassung lassen sich Strukturen folgendermaßen erklären: Gegeben ist eine (unstrukturierte) Menge a = [a1, a2 … an] von n Objekten (Gegenständen) ai, und eine Menge R von Relationen R1, R2, R3, ... zwischen diesen Objekten, wobei die n Objekte in Relationen Rj zueinander stehen. Das Tupel T = [a, R(a)] ist dann eine Struktur. Die Objekte ai können dabei nur über die Relationen R(a) individuiert werden. In einem weiteren Sinne ist eine Struktur ein Netz physikalischer Relationen zwischen Objekten.

## Neuere Debatte über den Strukturenrealismus

### Argumente gegen den wissenschaftlichen Realismus
Der wissenschaftliche Realismus behauptet zum einen die Existenz einer im erkenntnistheoretischen Sinne unabhängigen Außenwelt; darüber hinaus wird zum anderen die zentrale These vertreten, dass die besten und reifsten wissenschaftlichen Theorien die Beschaffenheit jener Außenwelt zutreffend beschreiben und dass die theoretischen Terme die charakteristischen Merkmale jener Welt wesentlich referieren. Das gegenwärtig stärkste Argument für den wissenschaftlichen Realismus ist das sogenannte „no-miracle“-Argument, dem zufolge der wissenschaftliche Realismus die beste Erklärung für den Vorhersageerfolg der Wissenschaften bietet (Putnam 1975). Der Vorhersageerfolg ist eben dadurch gewährleistet, weil wissenschaftliche Theorien die Leistung vollbringen, näherungsweise wahre Beschreibungen von der Welt und ihre Beschaffenheit zu liefern. Dies bedeutet, dass theoretische Terme tatsächliche Gegebenheiten der Welt referieren, ansonsten würde der Vorhersageerfolg einem Wunder gleichen. Gegen den wissenschaftlichen Realismus spricht zum einen das Argument der pessimistischen Meta-Induktion (PMI), zum anderen das Argument der Unterbestimmtheit von Theorien (TUB).
Die Diskussion um den SR in der jüngeren Wissenschaftstheorie geht auf einen Aufsatz von John Worrall (1989) zurück. Worrall formuliert in seiner Arbeit eine Möglichkeit, einen wissenschaftlichen Realismus zu vertreten, der zum einen den Vorhersageerfolg wissenschaftlicher Theorien plausibel zu erklären versucht, ohne dabei den geläufigen Einwänden zu erliegen: wie zum einen das Argument der Unterbestimmtheit von Theorien (TUB) und zum anderen das Argument der pessimistischen Meta-Induktion (PMI). Diese Einwände stimmen darin überein, dass sie den in einer bestimmten Theorie formulierten Realstatus der nicht unmittelbar beobachtbaren Entitäten in Frage stellen und damit auch die einer Theorie zugrundeliegende Ontologie (als wahre Referenz zur Welt) anzweifeln.

### Das Argument der pessimistischen Meta-induktion (PMI)
Das Argument der PMI besagt im Wesentlichen, dass die in den jeweils akzeptierten wissenschaftlichen Theorien postulierten Auffassungen über die ontologische Beschaffenheit von Entitäten sich im Laufe der Zeit wandeln. In der Vergangenheit habe es eine Vielzahl von in ihrer Zeit akzeptierten und reifen Theorien gegeben, die sich im weiteren Verlauf der Wissenschaftsentwicklung als grundsätzlich falsch erwiesen haben. Die in diesen Theorien postulierten Terme referierten demnach auf Objekte, die tatsächlich jedoch nicht existierten und jene Terme sich somit in ihrer Bedeutung als leer erwiesen. Phlogiston- oder Äthertheorien werden als beispielhafte Fälle angeführt. So folgt per Meta-Induktionschluss, dass es für die heutigen besten Theorien keine Gewähr für ihre Referenz tatsächlicher Entitäten gibt, die Theorien darüber hinaus nichts enthalten, was als Annäherung an eine Wahrheit absolut interpretierbar ist (Dazu Lyre 2004 & 2006).

### Das Argument der Theorienunterbestimmtheit
Ein weiteres verbreitetes Argument gegen den wissenschaftlichen Realismus ist das Argument der TUB. Es besagt, dass selbst eine Fülle von Datenmaterial die darauf gestützte Theorie prinzipiell unterbestimmt lässt. Zu jeder möglichen Theorie gäbe und könne es demnach empirisch äquivalente Konkurrenz-Theorien geben, wobei sich die Konkurrenz daraus ergibt, dass die gleichen Daten auf unterschiedliche und miteinander unvereinbare theoretische Annahmen zurückführbar sind und somit verschiedene Ontologien aufweisen können. Diese These ist in dieser Form stärker als der nach Quine und Duhem auch „Duhem-Quine-These“ genannte Bestätigungsholismus, demzufolge nicht einzelne Sätze, sondern nur umfassende Satz-Systeme empirisch geprüft werden können. Quine führt diesen Gedanken in verschärfter Form fort, indem er behauptet, dass jede Anomalie in einer Beobachtung in jede beliebige Theorie durch Änderungen möglicher anderer Teile der Theorie in diese eingebettet werden kann. In einer solchen Theorie, formuliert als Satzsystem, bleibt stets ein unbestimmter Raum, der für methodische und pragmatische Kriterien reserviert ist (Lyre 2004 & 2006).

## Der Strukturenrealismus:The best of both worlds?

### Epistemischer Strukturenrealismus
Das Problem des wissenschaftlichen Realismus liegt Worrall folgend darin, dass alle antirealistischen Einwände zutreffend sind, insofern man im wissenschaftlichen Realismus weiterhin an einer Ontologie festhält, die Existenzbehauptungen von Entitäten gegenständlicher Natur formuliert. Der Strukturenrealismus dagegen besagt, dass die besten Theorien strukturale und nicht gegenständliche Entitäten referieren. Worrall versteht Strukturen als Netze von Relationen zwischen (physikalischen) Objekten. Dabei geht er davon aus, dass die Objekte durch intrinsische Eigenschaften individuiert sind, sodass diese zugleich auch die Relationen und damit auch den darauf aufgeprägten Strukturen zugrunde liegen. Jedoch können wir, so Worrall, jene intrinsischen Eigenschaften nicht erkennen. So enthält jener Strukturenrealismus eine erkenntnistheoretische These: Alles, was wir erfassen können, sind die von den Objekten ausgehenden Relationen und die darauf aufgeprägte Struktur. Über die den Strukturen zugrunde liegende Ontologie werden nur vage Vorstellungen formuliert. So werden den Objekten zwar intrinsische Eigenschaften zugesprochen, jedoch sind diese jenseits jeder Erkenntnismöglichkeit. Wie etwas, das epistemisch versperrt ist, zugleich als ontologischer Träger vorausgesetzt werden kann, darüber schweigt Worrall. Doch ist dieser Umstand für seinen Strukturenrealismus zunächst einmal kein Problem: Denn gewiss ist es möglich, zum Beispiel ein Fischernetz als Netz zu erkennen, ohne gleichzeitig etwas über die materielle Beschaffenheit eines einzelnen Knotenpunktes wissen zu müssen. Für das Erkennen einer Struktur spielt also die dieser zugrundeliegende Ontologie zunächst keine Rolle.
Eine strukturenrealistische Betrachtungsweise ermöglicht darüber hinaus auch den Einwänden von TUB und PMI zu entgehen.
So mögen zwar, wie im Einwand der TUB formuliert, konkurrierende Theorien sich durch eine unterschiedliche Ontologie auszeichnen, jedoch besteht diese ontologische Differenz nur in Bezug auf die behaupteten gegenstandsartigen Entitäten, nicht aber im Hinblick auf ihre Struktur. Die Wissenschaftsgeschichte verdeutlicht zwar, dass Theorien sich im Laufe der Zeit wandeln, Brüche und Inkommensurabilitäten aufweisen, doch zeigen sich diese in erster Linie in Bezug auf die signifikanten Gegenstände, jedoch weniger deutlich im Hinblick auf ihre strukturelle Beschaffenheit.
Eine strukturenrealistische Betrachtung ermöglicht daher eine schlüssigere Rekonstruktion einer beständigen und kumulativen Wissenschaftsentwicklung, wenn man die Vorstellung einer Wissenschaftsentwicklung als Geschichte des Fortschritts wissenschaftlicher Erkenntnis verteidigen möchte. Der Strukturenrealismus stellt somit nach Worrall „the best of both worlds“ in Aussicht: Zum einen wird die Erklärungsleistung des „no-miracle“-Arguments betont und damit die Referens zwischen theoretischem Term und Welt als tatsächlich gegeben postuliert. Zum anderen erliegt der Strukturenrealismus nicht den Einwänden von TUB und PMI (siehe dazu: Worrall 1989).

### Ontologischer Strukturenrealismus
Die Diskussion um den Strukturenrealismus erhielt durch einen Aufsatz von James Ladyman (1998) einen neuen Impuls. Ladyman unterscheidet darin zwischen einer epistemischen Variante (ESR) und einer ontischen Variante (OSR) des Strukturenrealismus. Während ESR-Vertreter wie Worrall annehmen, dass sowohl die Relationen zwischen den Objekten und die darauf aufgeprägte Struktur einerseits als auch die den Objekten zugrundeliegenden intrinsischen Eigenschaften andererseits existieren, wir aber zu diesen epistemisch keinen Zugang haben, behaupten dagegen OSR-Vertreter, dass es solche Objekte als Träger einer Struktur gar nicht gibt. In einem eliminativen Sinne existieren demnach ausschließlich Strukturen, und zwar Strukturen als physikalische Relationen, jedoch keine Objekte, die als Relata in den Relationen fungieren und durch ihre intrinsischen Eigenschaften die Relationen und damit die zwischen ihnen bestehenden strukturellen Beziehungen begründen (Ladyman 1998).
Gegenüber dieser eliminativen Auffassung hat sich unter den OSR-Vertretern eine nicht-eliminative Sichtweise auf die Existenz von Objekten herausgebildet: Demnach existieren jene Objekte – von denen die eliminative Variante ausgeht, dass sie nicht existieren – hier als individuierte Relata in einer Relation. Objekte sind demnach eine Stelle in einer Struktur. Jene Objekte sind durch ihre relationalen Eigenschaften konstituiert. Sie existieren dennoch nicht eigenständig und besitzen keine intrinsischen Eigenschaften, sondern sind durch ihre Rolle im relationalen Gefüge bedingt. Diese Auffassung ist zugleich auch eine Kritik an der eliminativen Variante des OSR. Chakravartty (1998, 399)sagt dazu: „One cannot intelligibly subscribe to the reality of relations unless one is also committed to the fact that some things are related“. Eine Analogie: Wie kann man in sinnvoller Weise von Gruppen sprechen, wenn man die Existenz der einzelnen Gruppenmitglieder verneint? (Siehe dazu Esfeld und Lam 2008, Lyre 2004, und Stachel 2006).
Ladyman versucht die Plausibilität seines Ansatzes der Unterscheidung zwischen ESR und OSR an einem Beispiel aus dem Problemkreis der Individualität in der Quantentheorie in Anlehnung an Arbeiten von Steven French zu verdeutlichen (French / Ladyman 2003). Dazu Lyre (2006):
„Nach gängiger Auffassung verletzt die Quantenstatistik ununterscheidbarer Teilchen das Leibniz-Prinzip der Identität des Ununterscheidbaren. In Ermangelung eines alternativen Individuationsprinzips spricht man daher von der Nicht-Individualität von Quantenobjekten. Insbesondere French hat demgegenüber hervorgehoben, dass die Quantentheorie durchaus mit einer Ontologie von Individuen kompatibel sei, insofern man an der metaphysischen Annahme einer Haecceitas der Objekte festhalten kann, wenngleich die an ihnen operational feststellbaren Eigenschaften keinerlei Unterscheidung gestatten. Nach French besteht hier vielmehr eine elementare „metaphysische Unterbestimmtheit“ (im Gegensatz zur gewöhnlichen TUB), insofern die fundamentalen Bausteine sogar hinsichtlich ihres Individuencharakters im Unklaren lassen. Dies, so French und Ladyman, ist als direkter Beleg für OSR zu werten, da eine Unterbestimmtheit der Gegenstandontologie in diesem Sinne einer Auflösung des Gegenstandskonzepts gleichkommt.“